# Kenneth Setton
Kenneth Meyer Setton (ur. 17 czerwca 1914 w New Bedford, zm. 18 lutego 1995 w Princeton) – amerykański historyk, mediewista, badacz dziejów krucjat.

## Życiorys
Był wykładowcą wielu amerykańskich uczelni. Pod jego kierunkiem ukazała się wielotomowa historii krucjat A History of the Crusades. Był doktorem honoris causa Boston University i Uniwersytetu w Kilonii. Otrzymał trzy razy Nagrodę Johna Fredericka Lewisa: 1957 - za pracę The Byzantine Background to the Italian Renaissance, 1984 za The Papacy and the Levant (t. 3 i 4) i w 1990 za Venice, Austria and the Turks in the 17th Century.

## Wybrane publikacje
- Christian Attitudes Toward the Emperor in the Fourth Century, Columbia University Press, 1941, PhD dissertation
- The Bulgars in the Balkans and the occupation of Corinth in the seventh century, Mediaeval Academy of America, 1950.
- The Papacy and the Levant, 1204-1571, t. 1-4, American Philosophical Society 1976–1984, ISBN 978-0-87169-114-9
- (redakcja z Harrym W. Hazardem, Robertem Lee Wolffem, Marshallem W. Baldwinem and Normanem P. Zacourem) History of the Crusades, t. 1-5, University of Wisconsin Press, 1955–1990, ISBN 978-0-299-04834-1
- Venice, Austria and the Turks in the 17th Century, American Philosophical Society, 1991, ISBN 978-0-87169-192-7
- Western Hostility to Islam, American Philosophical Society, 1992, ISBN 978-0-87169-201-6
- Catalan Domination of Athens, 1311-1388, wyd. 2, London: Variorum Reprints 1975.
- Europe and the Levant in the Middle Ages and Renaissance, London: Variorum Reprints 1974.
- Athens in the Middle Ages